# Петък 13-и: Последна част
„Петък 13-и: Последна част“ (на английски: Friday the 13th: The Final Chapter) е американски слашър филм на ужасите от 1984 г. Филмът постига успех както своите предшественици, което води до следващ филм, макар че това трябва да бъде последната част.

## Актьорски състав
- Кимбърли Бек – Триш Джарвис
- Кори Фелдмън – Томи Джарвис
- Ерих Андерсън – Роб Дайър
- Тед Уайт – Джейсън Ворхис
- Жоан Фриймън – г-жа Джарвис
- Барбара Хауърд – Сара
- Питър Бартън – Дъг
- Джуди Арънсън – Саманта
- Алън Хайъс – Пол
- Криспис Гловър – Джини
- Камила Мор – Тина
- Кейри Мор – Тери